# Liderança carismática

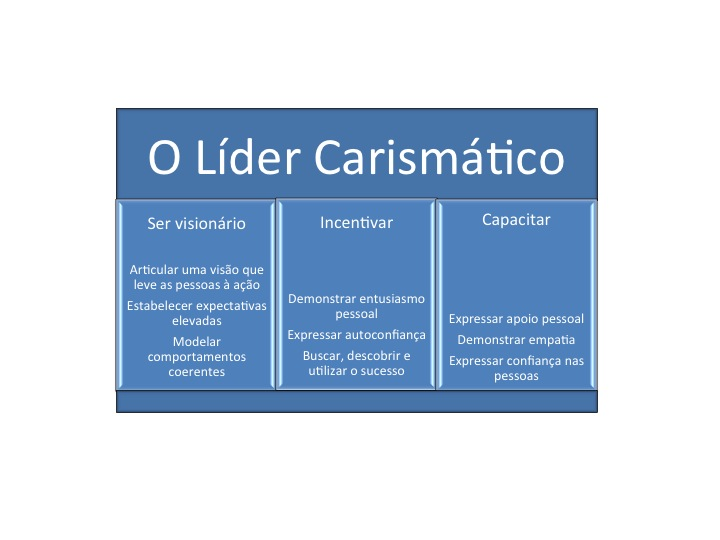
Atributos fundamentais de um líder carismático

Liderança carismática é uma organização ou forma de autoridade, baseada no carisma do líder. O conceito adquiriu amplo uso entre os sociólogos. Outros termos utilizados são "dominação carismática" e "autoridade carismática".
Max Weber definiu autoridade carismática (alemão: Charismatische Herrschaft) como "baseada na devoção a um específico e excepcional ato de heroísmo, ou a um carácter exemplar de uma pessoa, o que lhe legitima a autoridade". Weber desenvolveu esta definição em suas obras "A Política como Vocação" e "Disciplina e Carisma", bem como em outras partes de seus escritos, este tipo de Autoridade é oposto aos demais tipos classificados pelo sociólogo: Tradicional e Racional-Legal.
Liderança Carismática segundo Ricky W. Griffin e Gregory Moorhead "é uma influencia baseada no carisma pessoal do líder em um ambiente igualitário, portanto alguém com carisma provavelmente será mais capaz de influenciar os outros do que alguém sem essa característica".  Os autores apresentam três atributos fundamentais que caracterizam o líder carismático, estes resultam em previsão, energização e capacitação. Estes tipos de líderes podem construir uma grande força em qualquer ambiente organizacional.    
No Livro "Comportamento Organizacional - Criando Vantagem Competitiva", Wagner e Hollenbeck enfatizam a habilidade do líder carismático de comunicar aos seguidores as novas visões de uma organização, podendo também serem chamados de líderes transformacionais, pois despertam em seus subordinados a importância do trabalho e dos objetivos do grupo, geralmente conseguindo que as pessoas ultrapassem seus interesses pessoais. Também "aumentam as apostas do desempenho da organização convencendo os seguidores da importância da visão do Líder, e do perigo de não se adotar essa visão, segundo essa teoria é esta visão que distingue os maiores executores dos líderes mais comuns. Embora o carisma possa parecer difícil de captar em termos operacionais, recentemente se desenvolveram medidas padronizadas do carisma e descobriu-se que estavam relacionadas com a Eficácia do líder".

## Características

### Características segundo Robert House
| Auto-confiança                     | Têm completa confiança em seu julgamento e capacidade. |
| Uma visão                          | Esta é uma meta idealizada que propõe um melhor futuro do que a situação atual. Quanto maior a disparidade entre essa meta idealizada e a situação atual, mais provável que os seguidores atribuirão visão extraordinária ao líder |
| Capacidade de articular a visão    | Eles são capazes de esclarecer e expressar a visão em termos que sejam compreendidos por outros. Essa articulação demonstra um entendimento das necessidades dos seguidores e, consequentemente, age como uma forca motivadora.    |
| Fortes convicções sobre a visão    | Lideres carismáticos são percebidos como fortemente comprometidos e dispostos a assumir altos riscos pessoais, incorrer em altos custos e fazer autosacrifícios para atingir sua visão.                                            |
| Comportamento fora do comum        | Aqueles com Carisma têm um comportamento que são percebidos como novos, fora do convencional e contrários as normas. Quando têm sucesso, esses comportamentos evocam surpresa e admiração nos seguidores.                          |
| Percebidos como agentes de mudança | Lideres carismáticos são percebidos mais como agentes de mudança radical do que como remediadores da situação atual. |
| Sensibilidade ao ambiente          | Estes líderes são capazes de fazer avaliações realistas das restrições do ambiente e dos recursos necessários para trazer mudança.                                                                                                 |

### Características segundo Max Weber
| Carisma             | Max Weber define como carisma, "Certa qualidade de uma personalidade individual, em virtude da qual o dotado é separado dos homens comuns e tratado como possuidor de poderes ou qualidades excepcionais sobrenaturais, sobre-humanos [...]. Estes são, como não são acessíveis para a pessoa comum, mas são considerados como de origem divina ou como exemplar, e com base neles o indivíduo em questão é tratado como um líder" |
| Legitimação         | A autoridade carismática é muitas vezes a mais duradoura em regimes, porque o líder é visto como infalível e qualquer ação contra ele será vista como um crime contra o Estado. Os líderes carismáticos, eventualmente, desenvolvem um culto de personalidade. "Poder legitimado com base em qualidades de um líder excepcional ou demonstração de visão ou realização extraordinária, que inspiram a lealdade e a obediência dos seguidores". A Liderança é o Poder de difundir uma energia positiva e um senso de grandeza. Como tal, se baseia quase que inteiramente no Líder. A ausência do líder, por qualquer motivo, pode levar à dissolução do poder da autoridade. Em contraste com o uso popular atual do líder carismático, Weber viu autoridade carismática não tanto como traços de caráter do líder carismático, mas como uma Relação entre o líder e seus seguidores. A validade do carisma é fundada sobre o seu "Reconhecimento" por seguidores do líder (ou "adeptos"). Seu carisma corre o risco de desaparecer se ele é "abandonado por Deus" ou se "seu governo não fornece nenhuma prosperidade para aqueles a quem ele domina". |
| Rotinizante Carisma | A autoridade carismática quase sempre põe em perigo os limites estabelecidos pela tradicional (coercitiva) ou autoridade racional-legal. Ela tende a desafiar essa autoridade, e é, portanto, muitas vezes vista como revolucionária. Normalmente, a autoridade carismática é incorporada na sociedade por meio da rotinização. Por rotinização, a autoridade carismática muda: autoridade carismática é sucedida por uma burocracia controlada por uma autoridade racionalmente estabelecida ou por uma combinação de autoridade tradicional e burocrática. |